# Pioneer E

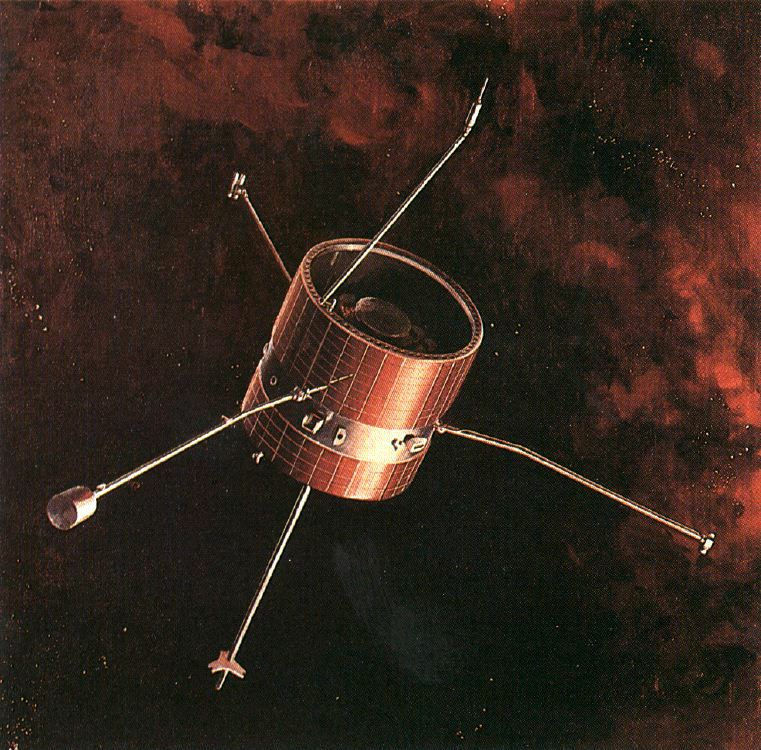
Artistieke impressie van de pioneer 6, 7, 8, 9 en E-sonde

Pioneer E was de vijfde sonde in de serie van door zonne-energie bekrachtigde ruimtesondes uit het Pioneerprogramma van NASA.
Net als de Pioneer 6, 7, 8 en 9 was het doel van deze sonde om gedetailleerde metingen te doen van de zonnewind, het magnetische gebied van de Zon en de kosmische straling.
Door een storing van de draagraket tijdens de lancering op 27 augustus 1969, is de sonde nooit de ruimte in gekomen.